# Ha (mitologia)
Ha (o Aha) è una divinità egizia appartenente alla religione dell'antico Egitto. Dio dei deserti posti ad ovest dell'Antico Egitto, era inoltre protettore del 7° Nomo del Basso Egitto; egli è stato associato con l'oltretomba-Duat, viene raffigurato come un uomo che indossa il simbolo del deserto (incoronato con due collinette sopra la testa). Ha si diceva proteggesse la terra egizia dai nemici, in particolar modo dall'invasione delle tribù libiche; gli si attribuisce anche la creazione della prima oasi.
Il dinosauro Hagryphus giganteus è stato così denominato in suo onore; essendo i suoi reperti scoperti in Utah, è stato messo in relazione col "deserto occidentale" biblico presente nel "Nuovo Mondo".